# Tipula (Eumicrotipula) tephronota
Tipula (Eumicrotipula) tephronota is een tweevleugelige uit de familie langpootmuggen (Tipulidae). De soort komt voor in het Neotropisch gebied.